# Сантино Марелла
Э́нтони Каре́лли (англ. Anthony Carelli, род. 14 марта 1974, Миссиссога, Онтарио) — канадский рестлер. В настоящее время выступает в Impact Wrestling, где является экранным директором по управлению.
Он известен благодаря своей 11-летней карьере в WWE, где он выступал под именем Санти́но Маре́лла (англ. Santino Marella). Он является основателем и инструктором Battle Arts Academy, тренировочного центра боевых искусств и рестлинга в Миссиссоге, Онтарио, и официальным послом Judo Canada.
Карелли подписал контракт с World Wrestling Entertainment в 2005 году и был назначен в Ohio Valley Wrestling, территорию развития WWE. Он дебютировал на Raw во время прямого эфира из Милана, Италия. В образе Сантино Мареллы, фанатом из зрительного зала, он победил интерконтинентального чемпиона Умагу, завоевав титул в своём дебютном матче. В последующие годы он ещё раз выиграл интерконтинентальное чемпионство, титул чемпиона Соединённых Штатов и командное чемпионство WWE. Он также участвовал в сюжетной линии, где выступал в качестве Сантины Мареллы, сестры-близнеца Сантино. В 2014 году Карелли завершил карьеру, а в следующем году покинул WWE. После этого он открыл академию боевых искусств и работал в Impact Wrestling. В 2017 году он проводил единичные матчи на независимой сцене, а также периодически появлялся в WWE.
Энтони Карелли известен своим комичным образом Сантино Мареллы, итальянского стереотипа, часто участвующего в комедийных сегментах, имеющего несколько экранных отношений с коллегами-рестлерами, а также тем, что на WrestleMania 25 он был коронован как «Мисс WrestleMania», переодевшись в Сантину Мареллу. Его персонаж получил награду Wrestling Observer Newsletter за лучший образ в 2007 и 2008 годах.

## Ранняя жизнь
Энтони Карелли родился в Миссиссоге, Онтарио, в семье итальянцев и канадских метисов. Он посещал начальную католическую школу Святого Василия, а затем католическую среднюю школу Филипа Покока и университет Конкордия. Карелли тренировался дзюдо с девяти лет, а также участвовал в соревнованиях по борьбе в средней школе, выиграв турнир Атлетической ассоциации средних школ региона Пиль в младшем и старшем возрасте.

## Карьера в рестлинге

### Независимая сцена (2002—2005)
Энтони Карелли начал свою карьеру на независимой сцене Онтарио под именем Джонни Джио Баско, дебютировав 17 августа 2002 года победой по дисквалификации над Шибитом в матче открытия шоу Ring Wars в Оранджвилле, Онтарио. Во второй половине 2004 года Карелли провёл четыре матча в Battlarts в Японии. К этому времени он также выступал в смешанных единоборствах, в которых, по заявлению 2006 года, имеет рекорд 6-1, хотя подтверждён только один бой.

### World Wrestling Entertainment/WWE

#### Ohio Valley Wrestling (2005—2007)
В 2005 году Энтони Карелли (под именем Джонни Джио Баско) начал тренироваться в Ohio Valley Wrestling (OVW), территории развития World Wrestling Entertainment (WWE). В июле во время сюжета, где он должен был испугаться Бугимена, но вместо этого рассмеялся, после чего на него накричал и дал пощёчину Джим Корнетт, главный букер и совладелец OVW. Этот инцидент привёл к тому, что Корнетт был уволен WWE с поста букера OVW.
Под руководством нового букера OVW Пола Хеймана Энтони Карелли принял образ Бориса Алексиева, русского бойца. 29 октября он проиграл свой дебютный матч в OVW в команде с Аароном Стивенсом против Чета Джета и Криса Кейджа. Алексиев дебютировал на телевидении 12 апреля 2006 года под руководством своего «товарища» Мистера Стронгко, победив Мо Секстона. Он одержал 10-секундную победу над рестлером по имени Дьюи. 11 августа 2006 года он подписал контракт на развитие с WWE и продолжил тренировки в OVW.
24 января 2007 года Алексиев выиграл телевизионное чемпионство OVW у Майка Крюэля, который защищал его вместо чемпиона Эдди Крейвена. Он проиграл его Крюэлю 7 февраля, а 14 марта вернул его себе. Через три дня он проиграл его Шону Спирсу. Через месяц он был призван в основной ростер WWE.

#### Интерконтиненнтальный чемпион WWE (2007)

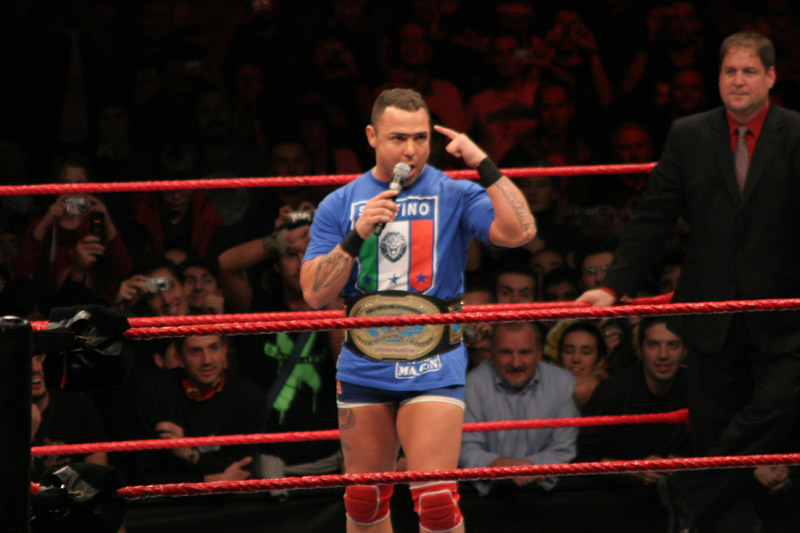
Сантино с титулом интерконтинентального чемпиона

Дебют в главном ростере состоялся 16 апреля 2007 на WWE RAW, выпуск которого проходил в Милане, Италии, на котором он присутствовал как обычный фанат рестлинга. По сюжету Винс МакМэхон вызвал первого попавшегося зрителя, чтобы дать ему возможность сразиться с Умагой за титул интерконтинентального чемпиона в матче без правил, и именно этим зрителем и оказался Карелли. Сразу же после начала схватки Макмэхон объявил, что бой проводится без дисквалификаций. Благодаря вмешательству Бобби Лэшли Карелли победил. Эта ночь впоследствии была названа «Миланским чудом».

#### Гламарелла (2008—2009)
После завоевания титула Карелли стал новой звездой WWE. Зрители знали его под именем Сантино Марелла. Умага вскоре забирает Интерконтинентальный титул обратно. После этого Марелла стал хилом и начинает вражду за титулы командных чемпионов вместе с Карлито, но когда титулы были у него почти в руках, ему мешает Роди Пайпер и Марелла проигрывает. Через некоторое время он объединяется с Бет Феникс. Свой союз они называют Гламарелла (сочетание прозвища Бет и псевдонимной фамилии Карелли — Glamazon и Marella). Вскоре Феникс завоёвывает в смешанном поединке титул Женского Чемпиона для себя и титул Интерконтинентального Чемпиона для Мареллы. Но позже Марелла проигрывает свой титул Уильяму Ригалу. После этого произошёл раскол Гламареллы, и Сантино становится фейсом. Он входит в образ весельчака и клоуна, чьи действия на ринге кажутся абсурдными, а победы — чистым везением. Тем не менее публика любила его, причём именно за это. На Рестлмании XXV проводилась королевская битва среди див за право называться «Мисс Рестлмания». Карелли вышел на ринг, притворившись своей сестрой Сантиной Мареллой, и выиграл битву. После чего успешно защитил почётное звание от бывшей напарницы Бет, но проиграл его Викки Герреро. Однако вскоре вызвал её на матч-реванш и вернул титул обратно.

#### Альянс с Владимиром Козловым (2010—2011)
После Рестлмании XXVI Марелла решил найти союзника в лице Владимира Козлова, но Козлов не соглашался до тех пор, пока Сантино не помог ему победить в смешанном бою. Позже Сантино возобновил Фьюд с Уильямом Ригалом. Козлов, бывший партнёр Ригала в ECW, теперь помогал Марелле. После командного боя 4 на 4, в котором Марелла, Козлов, Голдаст и Великий Кали победили Ригала, Зака Райдера, Примо и Доинка Клоуна, команда «Сантино и Козлов» сформировалась окончательно. Позже Марелла и Козлов побеждают команды Нексус, Марка Генри и Еши Татсу, и братьев Усо и становятся Командными Чемпионами WWE. Они держали титулы вплоть до Elimination Chamber, где проиграли их Джастину Гэбриелу и Хиту Слейтеру, вошедшим в состав группировки The Corre (Ядро). Для Рестлмании XXVII Биг Шоу собрал команду рестлеров против Ядра, куда вошли Кейн, Сантино и Козлов. Однако перед PPV Ядро травмировали Козлова, и его заменил Кофи Кингстон. На Рестлмании команда Шоу победила. Позже Марелла сам собирает группировку APPLE, куда вошли Марк Генри, Эван Борн и Дэниел Брайан. Но им не удаётся победить, и группировка распадается. Позже Владимир Козлов возвращается после травмы, и дуэт Сантино и Козлова возобновляется. Вместе они дважды пытались стать претендентами на титул Командных Чемпионов WWE, но безуспешно. 5 августа Владимир Козлов был уволен из WWE, и это положило конец его дуэту с Сантино.

#### Чемпион Соединённых Штатов (2011—2012)

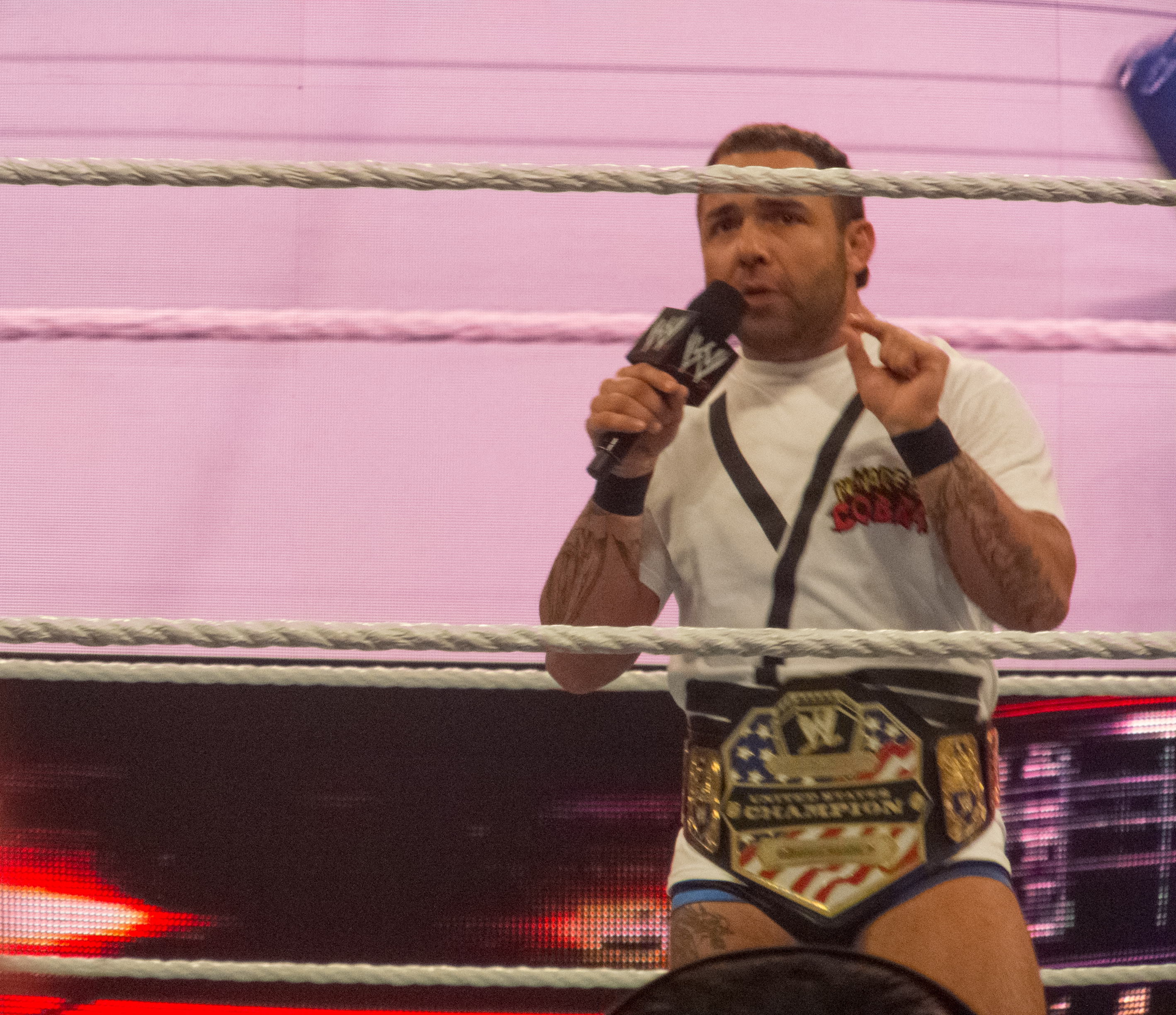
Сантино с титулом чемпиона США WWE

После распада дуэта Сантино нашёл союзника в лице Зака Райдера. Вместе с ним Марелла победил Командных Чемпионов WWE Дэвида Отунгу и Майкла Макгилликати на выпуске Superstars. Однако на следующем Raw команда проигрывает и упускает шанс претендовать на титул. После этого Марелла попал в автомобильную аварию, из-за чего не мог выступать. 3 октября вернулся на Raw и победил Джиндера Махала. 24 октября сражался против Дольфа Зигглера и проиграл ему. После матча на Сантино напал Зигглер с Джэком Сваггером, но Сантино был спасён Мэйсоном Райаном. После череды поражений Сантино предлагался Заком Райдером как новый ассистент Теодора Лонга. Чтобы им стать, Сантино победил Дрю Макинтайра.
17 февраля Сантино достиг величайшего триумфа в своей карьере. Рэнди Ортону пришлось отказаться от матча в Клетке Уничтожения. Теодор Лонг назначил королевский бой всех рестлеров WWE. Победитель получал место в клетке. И победителем стал Сантино, выкинувший Отунгу последним с ринга. 19 февраля на Elimination Chamber (2012) Сантино Марелла участвовал в бою за титул чемпиона мира в тяжёлом весе, но проиграл. Но на RAW 5 марта 2012 Сантино достался шанс драться за титул чемпиона Соединённых Штатов с Джеком Свагером, он победил его и стал новым чемпионом Соединённых Штатов.
Позже Сантино встал на защиту Теодора Лонга и его должности генменеджера обоих брендов. На РестлМании 28 Сантино стал капитаном команды Лонга. Но команда проиграла. Сантино потерял должность помощника Тедди и вернулся к обычным выступлениям. На Extreme Rules (2012) Сантино защитил титул Соединённых Штатов чемпиона на пре-шоу против Миза. На No Way Out (2012) победил в матче со смокингами Рикардо Родригеса. На Money in the Bank (2012) участвовал в битве за кейс, дающий право на матч за титул чемпиона мира в тяжёлом весе. На SummerSlam проиграл свой титул Антонио Сезаро, на Night of champions участвовал в королевском бою за право биться против чемпиона Соединённых Штатов, в котором победил Зак Райдер.

#### Последующее время. Травма (2012—2013)
После этого Сантино объединился с Заком Райдером, и они начали участвовать в командных поединках против 3MB, Коди Роудса и Сэндоу. Свои поединки очень редко выигрывали Зак и Сантино. После чего Сантино вновь начал враждовать с Антонио Сезаро, но проиграл ему. На Королевской битве 2013 Сантино вышел под номером 5, но, растерявшись, сразу же был выбит Коди Роудсом. После двухмесячного отсутствия 1 апреля вернулся на Raw и проиграл Марку Генри, и после поединка Марк попытался атаковать еог, но ему на помощь пришёл Райбек. 19 апреля на SmackDown Сантино вступился за Лилиан Гарсию, над которой издевался Фанданго, после чего Сантино проиграл Фанданго. Далее Сантино не появляется из-за травмы. Сообщается, что его возвращение произойдёт в сентябре.

#### Возвращение (2013—2015)
Вернулся Сантино 9 сентября 2013 года на Raw и победил Антонио Сезаро. 13 сентября на SmackDown Сантино победил Дэмиена Сэндоу. 20 сентября на SmackDown Марелла победил Джека Сваггера. 23 сентября на Raw Фанданго победил Сантино. На домашнем шоу WWE в Торонто Сантино Марелла объявил, что завершает карьеру по причине травмы.
Вернулся на RAW Slammy Awards 21 декабря 2015 года, где вручил награду R-Truth за «Самый смешной момент года». Также появился на SmackDown! 22 декабря, но, увы, только в сегменте с Тайтусом О’Нилом, Невиллом, группировкой Вознесение (Коннор и Виктор) и Стардастом, в качестве менеджера Невилла и Тайтуса О’Нила.

## Личная жизнь
У Карелли и его бывшей жены Петрины есть дочь Бьянка, которая в 2013 году выиграла конкурс Miss Teen Ontario-World. В ноябре 2015 года Карелли женился на участнице конкурса фитнес-бикини Анне Бабий. Его дочь Бьянка ранее выступала в NWA, а в настоящее время работает в WWE, где выступает в NXT под именем Арианна Грейс.

## Титулы и достижения

### В реслинге
- DDT Pro-Wrestling
  - Чемпион железных людей в хеви-металлическом весе (1 раз)[17]
- Ohio Valley Wrestling
  - Телевизионный чемпион OVW (2 раза)[18]
- Pro Wrestling Illustrated
  - № 60 в списке 500 лучших рестлеров 2012 года[19]
- World Wrestling Entertainment/WWE
  - Чемпион Соединённых Штатов WWE (1 раз)[20]
  - Интерконтинентальный чемпион WWE (2 раза)[21][22]
  - Мисс WrestleMania (2 раза)
  - Командный чемпион WWE (1 раз) — с Владимиром Козловым[23]
- Wrestling Observer Newsletter
  - Лучший образ (2007, 2008)[24]

### В дзюдо
- Бронзовый призёр ежегодного турнира Ashai (2017)[25]